# Mandevilla benthamii
Mandevilla benthamii är en oleanderväxtart som först beskrevs av A. Dc., och fick sitt nu gällande namn av Karl Moritz Schumann. Mandevilla benthamii ingår i släktet Mandevilla och familjen oleanderväxter. Inga underarter finns listade i Catalogue of Life.